# Admeta
Nella mitologia greca, Admeta era la figlia di Euristeo e di Antimachea.

## Nel mito
Una delle fatiche di Eracle, la nona, consisteva nel recupero della cintura d'oro che Ares aveva donato alla figlia Ippolita, comandante delle amazzoni.
Quando Eracle riuscì nell'impresa, Euristeo fu ben felice di regalare la mitica cintura a sua figlia Admeta.

### Significati delle vicende
Ricompensa per le varie fatiche doveva essere la principessa Admeta in persona, come sposa dell'eroe.
Quindi sciogliere la cintura nella camera matrimoniale dove per forza segnare la fine delle avventure.
Admeta probabilmente lottò contro l'eroe, non volendo esserne la sposa senza combattere e probabilmente si trasformò in tutti i vari mostri che in seguito nelle sue altre fatiche Eracle dovette combattere (cerva, cavalla selvaggia, ecc)
Admeta fra l'altro è anche uno dei tanti nomi dati ad Atena.

### Altri nomi
A seconda degli autori un'altra Admeta o Admete era anche una ninfa, precisamente una oceanina.